# Unidos y Organizados
Unidos y Organizados es un frente partidario o alianza de fuerzas y partidos políticos de corte progresista y socialista de centroizquierda a izquierda formado como base de apoyo al gobierno de Cristina Fernández de Kirchner en el año 2012. El movimiento ha sido conformado tras una convocatoria hecha a ese fin por parte de la presidenta Fernández de Kirchner durante un acto realizado en conmemoración del Día Internacional de los Trabajadores en el Estadio José Amalfitani del Club Atlético Vélez Sarsfield, en abril del mismo año.
Entre los principales partidos y agrupaciones que conforman el frente están La Corriente Nacional de la Militancia, La Cámpora, el Movimiento Evita, el Partido Comunista, la Juventud Peronista, Nuevo Encuentro, el Frente Transversal, M.I.L.E.S., Kolina, el Partido Comunista (Congreso Extraordinario), el Peronismo Militante, la Martín Fierro y el Partido Humanista, además de otras fuerzas que, formal o informalmente, conforman el Frente para la Victoria, alianza política anterior identificada con C. Kirchner.

## Antecedentes
Entre los antecedentes a la formación de Unidos y Organizados se encuentra la coalición Frente para la Victoria, que había sido creada en el año 2003 como alianza política multipartidaria de centroizquierda para impulsar la candidatura de Néstor Kirchner de cara a las elecciones presidenciales de aquel año. El Frente para la Victoria presentó en dicha ocasión una plataforma electoral y una Declaración de Principios con el lema «Argentina, convicción y capacidad para construir un nuevo país» y esta fórmula resultó elegida con tan solo el 22% de los votos válidos, debido a que Carlos Menem ―a sabiendas de que todas las encuestas apuntaban a una derrota inevitable e incluso apabullante en un eventual balotaje contra Néstor Kirchner― decidiera abandonar la disputa.
Con este triunfo y la llegada de Néstor Kirchner a la presidencia, esta alianza política quedó finalmente consolidada con la participación de distintas fuerzas, tales como el Partido Humanista, el Frente Grande, el Partido Comunista, el Partido Comunista (Congreso Extraordinario), el Partido Intransigente, Nuevo Encuentro, el Partido Verde, la Agrupación Social Barrios de Pie y Convergencia K, entre otros (con algunas variaciones a nivel regional). Como resultado, el Frente para la Victoria ha constituido la base de sustentación política de los gobiernos de Néstor Kirchner y de Cristina Fernández de Kirchner desde entonces.

## Fundación
El 27 de abril de 2012, en un acto realizado en el Estadio José Amalfitani del Club Atlético Vélez Sarsfield de la Ciudad de Buenos Aires, para conmemorar de manera anticipada el Día Internacional de los Trabajadores y la victoria de Néstor Kirchner en las elecciones de 2003, la presidenta Cristina Fernández de Kirchner instó a la militancia a consolidar la organización existente y que se trabajara «unidos y organizados para construir un país mejor» y les pidió a los presentes «no dar ni un solo paso atrás», además de exaltar el rol de la juventud en la política como garante de la democracia y del proyecto llevado a cabo por su gobierno.
El multitudinario acto había sido organizado por la Corriente Nacional de la Militancia, La Cámpora, el Movimiento Evita y el Frente Transversal, entre otras fuerzas. Los organizadores calcularon una asistencia de entre 100 000 y 150 000 personas, aunque algunos sectores del periodismo ―como el diario Clarín, entre otros― afirmaron que se trataba de 60 000 asistentes. Cristina Fernández de Kirchner fue la única oradora del evento y la Confederación General del Trabajo (CGT), conducida por Hugo Moyano, fue la ausencia más notable, anticipando la ruptura entre este dirigente sindical y el gobierno, ocurrida poco después.
Durante su discurso, que fue el acto fundacional de la coalición, Fernández de Kirchner afirmó que «Son ustedes los que tienen que seguir escribiendo su propia historia. Y deben hacerlo bajo el lema de este acto: Unidos y Organizados», con lo que terminó por lanzar y por definir tanto la principal consigna como el nombre que tendría el frente político a formarse a partir de allí.

### Origen del nombre
La denominación de «Unidos y Organizados» aparece como una adaptación de la célebre frase pronunciada por Juan Domingo Perón el 2 de agosto de 1973, cuando afirmó que el año 2000 encontraría a los argentinos «unidos o dominados», en un llamado a la unión nacional frente a las imposiciones de las potencias extranjeras sobre la soberanía y la economía del país. Organizados evoca a la comunidad organizada, que se propone no ser un discurso de la circunstancia, sino la armonización entre los intereses individuales y colectivos a lo largo del tiempo garantizando la presencia del pueblo en las tomas de decisiones

### Fuerzas políticas participantes
Los siguientes son los partidos y movimientos que suscriben la creación del frente Unidos y Organizados:
| - Corriente Agraria Nacional y Popular - Corriente Nacional de la Militancia - Corriente Nacional Martín Fierro - Corriente Peronista Descamisados - Frente Nuevo Encuentro - Frente Transversal - Futuro Moreno - Juventud Peronista - Corriente de Liberación Nacional KOLINA - La Cámpora | - La Dorrego - La Güemes - La Scalabrini - Movimiento de Unidad Popular - Movimiento Evita - Movimiento Integración Latinoamericana de Expresión Social - Movimiento Mayo - Movimiento Octubres - Movimiento Verdadera Democracia - Organización Barrial Tupac Amaru | - Partido Comunista - Partido Comunista (Congreso Extraordinario) - Partido de la Victoria - Partido Frente Grande - Partido Humanista - Partido Intransigente - Peronismo Militante - Proyecto Nacional - Segundo Centenario - Frente Estudiantil Secundario Unido | - Vatayón Militante - Partido por la Soberanía Popular |

## Ideología
Formada como base de apoyo al gobierno populista e intervencionista de Cristina Fernández de Kirchner. Algunos medios de prensa han dado en llamar dicha ideología como «cristinismo puro», es decir, una «fuerza propia» de esa corriente política más allá de estructuras partidarias anteriores. Según el politólogo, periodista y escritor Hernán Brienza, es «la construcción de un aparato orgánico y ágil que atraviese los armados nacionales y provinciales del Partido Justicialista».

### Metodología
La metodología de Unidos y Organizados consiste en romper el establishment de las familias y grupos que concentran el poder fáctico en distintas regiones del país, para hacer efectivas las políticas del entonces Gobierno nacional en esas provincias y localidades más allá de los intereses de las clases dirigentes locales, muchas veces subordinadas a los intereses de dicho establishment.
Por otra parte, es evidente que la ideología y principios de Unidos y Organizados, en tanto fuerza política netamente kirchnerista, son equivalentes a las expresadas por el Frente para la Victoria en sus plataformas electorales: el Estado como árbitro de las relaciones sociales, la política como instrumento del cambio, la economía como herramienta para definir un proyecto de país y la sociedad como objeto final del Estado, la política y la economía.

### Distribución territorial
Sobre la base preexistente de los partidos y agrupaciones que conforman la coalición, la organización izquierdista Unidos y Organizados ha logrado hacer efectiva su presencia territorial en todas las provincias en las que algunas de las fuerzas involucradas ya se hallaban representadas, pero como instancia superadora de estas. En determinadas localidades, el frente ha realizado actos numerosos o de alto perfil para marcar la inauguración de locales, en los más variados puntos de la Argentina como en las provincias de Corrientes, Entre Ríos, Jujuy, Córdoba, Santa Fe e incluso en barrios de alto poder adquisitivo de la Ciudad de Buenos Aires, como la Recoleta, donde el llamado kirchnerismo no ha cosechado buenos resultados electorales históricamente.
De acuerdo con militantes de la localidad de San Martín, ubicada en el Gran Buenos Aires, con este ordenamiento territorial se trataba «de lograr mayor presencia territorial y actuar en conjunto, para estar más ordenados y no pisarnos entre nosotros. La conducción de Unidos y Organizados se hace a través de las organizaciones nacionales, pero éste es un espacio que tiene la conducción abierta. Nunca ningunean a las agrupaciones menores, en las reuniones todos tenemos la misma voz y voto». Por otra parte, para Natalia Gradaschi, diputada por Nuevo Encuentro, se apuesta «a construir Unidos y Organizados, el cual debe ser la fuerza territorial de la presidenta Cristina Fernández de Kirchner. En función de eso [se busca] construir poder territorial».

### Difusión
Para la difusión de su ideología política, Unidos y Organizados tiene planificado editar una revista homónima con tirada de un millón de ejemplares. Se anunció que a partir de 2013 dicha revista tendría un total de ocho páginas y sería de distribución gratuita. Su primera edición, acordada por todas las agrupaciones que componen el frente, se centraría pago del Boden 2012 y en la aplicación integral de la Ley de Servicios de Comunicación Audiovisual, además de la convocatoria de Vélez Sarsfield en el mes de abril, que marca el nacimiento de la agrupación, además de otros logros recientes de la administración actual. No obstante la magnitud de esta publicación, no se ha previsto la realización de ningún acto de lanzamiento de la misma. Tampoco se ha definido la periodicidad de la revista.